# Observatori de Calar Alto
L'observatori de Calar Alto és un observatori astronòmic hispanoalemany. Està situat a Calar Alto, un altiplà de 2.168 m d'altura a la Serra de Filabres (Almeria). El seu nom oficial és Centre Astronòmic Hispanoalemany (CAHA) o, en alemany, Deutsch-Spanisches Astronomisches Zentrum (DSAZ). Va ser fundat el 1973 després d'un acord entre el govern alemany i espanyol. Fins al 2005 l'observatori pertanyia en exclusiva al Max-Planck-Institut für Astronomie i només hi havia un 10% del temps d'observació per als astrònoms espanyols. Tanmateix el 2005 es va firmar un acord segons qual l'observatori és actualment operat conjuntament per l'Institut d'Astrofísica d'Andalusia de Granada i el Max-Planck-Institut für Astronomie de Heidelberg, en una proporció del 50% cada un.
L'observatori té tres telescopis: d'1,23 m, 3,5 m i 2,2 m. També té un telescopi d'1,52 m, però està operat per l'Observatori Astronòmic Nacional d'Espanya i un telescopi robòtic operat pel Centre d'Astrobiologia. El telescopi de 3,5 m és el major telescopi de l'Europa continental: té muntura equatorial.
| Telescopi            | Muntatge           | Sistema òptic               | Raó focal N |
| -------------------- | ------------------ | --------------------------- | ----------- |
| Reflector 1,2 m      | Muntura alemanya   | Ritchey-Chrétien            |             |
|                      |                    | modificat                   | 8,0         |
|                      |                    | amb correcció de dues lents | 8,0         |
| Reflector 2,2 m      | Forquilla          | Ritchey-Chretién            | 8,0         |
|                      |                    | amb correcció de dues lents | 8,0         |
|                      |                    | Coudé                       | 40          |
| Reflector 3,5 m      | Ferradura-marc     | Focus primari               |             |
|                      |                    | amb corrector de dues lents | 3,5         |
|                      |                    | amb corrector de tres lents | 3,9         |
|                      |                    | Ritchey-Chretién            | 10          |
|                      |                    | Coudé                       | 35          |
| Schmidt de 0,8/1,2 m | Forquilla          | Focus primari               | 3,0         |
| Reflector d'1,52 m   | Equatorial Anglesa | Ritchey-Chrétien            | 8,06        |